# Catedrala Notre-Dame din Chartres
Catedrala Notre-Dame de Chartres [nɔtʀə ˈdam də ˈʃaʀtʀə] este o biserică romano-catolică situată în orașul francez Chartres, aflat la 80 de kilometri sud-vest față de Paris. Ea este catedrala Episcopiei de Chartes și este considerată a fi cea mai reprezentativă, completă și mai bine conservată catedrală în stil gotic. În 1862 a fost înscrisă pe lista monumentelor Franței, iar în 1979 a fost înscrisă pe lista patrimoniului cultural mondial UNESCO.

## Istorie
Încă de la începutul Evului Mediu exista o catedrală la Chartres. Construită în stil romanic aceasta era un important loc de pelerinaj. Importanța sa se datora faptului că în catedrală se afla o raclă ce conținea tuncia Fecioarei Maria (Sancta Camisa) pe care o purta când l-a născut pe Iisus. Legenda spune că relicva a fost dăruită în anul 876 de către Carol cel Pleșuv primind-o la rândul său de la Constantinopol sau se spune că a fost dăruită mult mai devreme de Carol cel Mare în urma unei presupuse cruciade la Ierusalim, fapt neconfirmat istoric. Indiferent de origini, relicva a dat orașului Chartres un statut important, sute de pelerini venind de departe pentru a se ruga aici mai ales în ziua de 25 martie de Buna Vestire. 
După ce catedrala a ars în anul 1020, a fost construită una nouă, mult mai mare, tot în stil romanic. Lucrările au fost coordonate de episcopul Fulbert. Ea a dăinuit unui alt incendiu din anul 1134, dar în 1194 a fost distrusă în urma unui fulger ce a lovit unul din turnuri, catedrala luând foc instantaneu. Cu toate acestea Sancta Camisa a fost salvată, întâmplarea fiind considerată o minune a Fecioarei Maria.
Construcția actualei catedrale în stil gotic a început în anul 1194, finanțarea lucrărilor fiind făcută din donații venite din întregul regat. Una dintre cele mai importante caracteristici ale acestei catedrale este timpul scurt în care a fost construită, de 26 de ani, lucrările fiind finalizate oficial în 1220. Pe data de 24 octombrie 1260 catedrala a fost sfințită în prezența regelui Ludovic al IX-lea și a altor membri ai familiei regale franceze. 
O altă deosebire între catedrala din Chartres și alte biserici gotice, pe lângă timpul relativ scurt în care a fost terminată, este prezența unor puține modificări făcute de la consacrarea ei până în prezent, fapt ce îi confirmă statutul de cea mai bine conservată catedrală medievală. În anul 1323 la capătul estic al corului s-a adăugat o construcție cu două etaje, cel superior fiind o capelă dedicată Sfântului Piat iar cel inferior casa capitolului. La scurt timp a fost construită o mică capelă între contraforturile sudice ale catedralei. În anul 1509 un fulger a lovit turnul nordic, acesta fiind reconstruit de către arhitectul Jehan de Beauce, turnul ajungând la înălțimea maximă de 113 metri. În 1757 au fost făcute mici modificări pentru a îmbunătăți iluminarea catedralei mult prea întunecate în timpul liturghiei, iar după 1836 a fost renovat acoperișul și bolta.
Catedrala a fost printre puținele biserici medievale ce au supraviețuit furiei Revoluției Franceze, în schimb a suferit câteva daune în timpul Celui De-al Doilea Război Mondial (1939-1945). În anul 1908 a fost ridicată la rangul de basilica minor.
În prezent catedrala din Chartres este una din cele mai frumoase și mai vizitate biserici din Europa. Faima ei se datorează atât importanței ei religioase date de Sancta Camisa cât și de uriașa ei valoare artistică reprezentată în mare parte de statui și vitali. O atracție celebră este totuși labirintul de pe podeaua catedralei ce amintește de miturile păgâne ale Greciei Antice cu Tezeu și Minotaurul.

## Fotogalerie

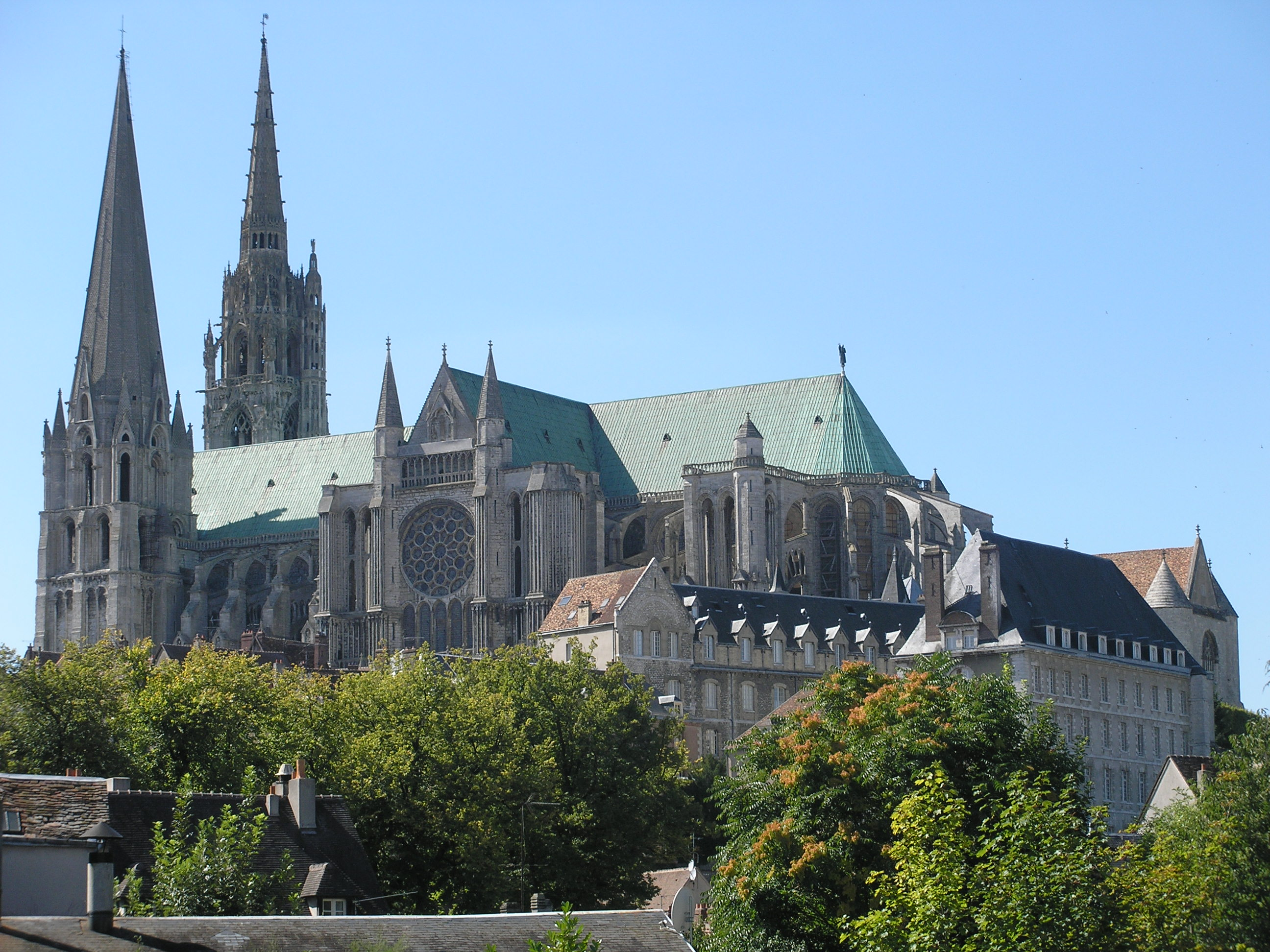
Imagine din lateral.
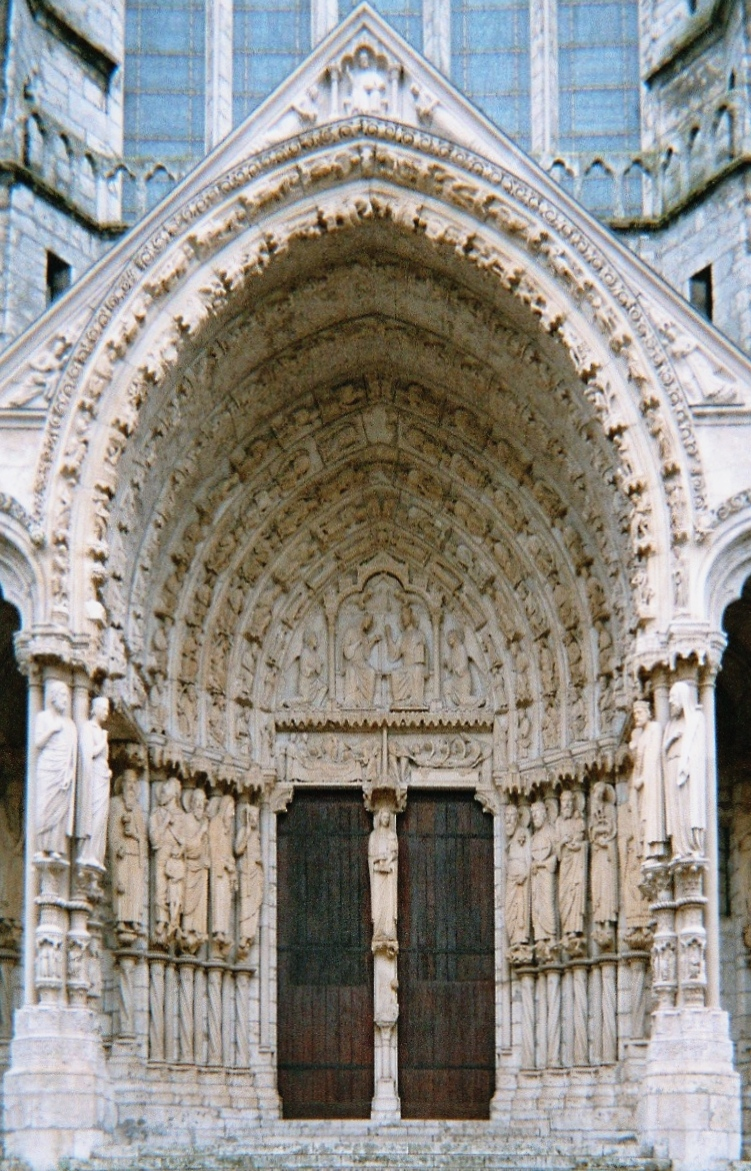
Portalul de la intrare.
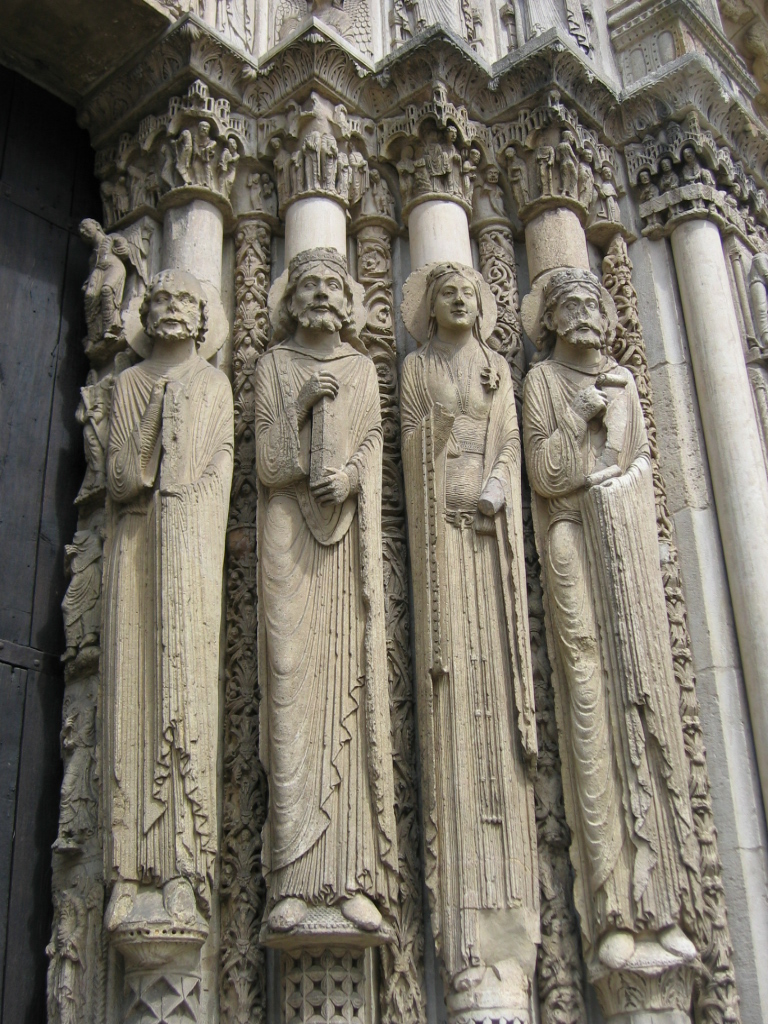
Statui pe fațadă.
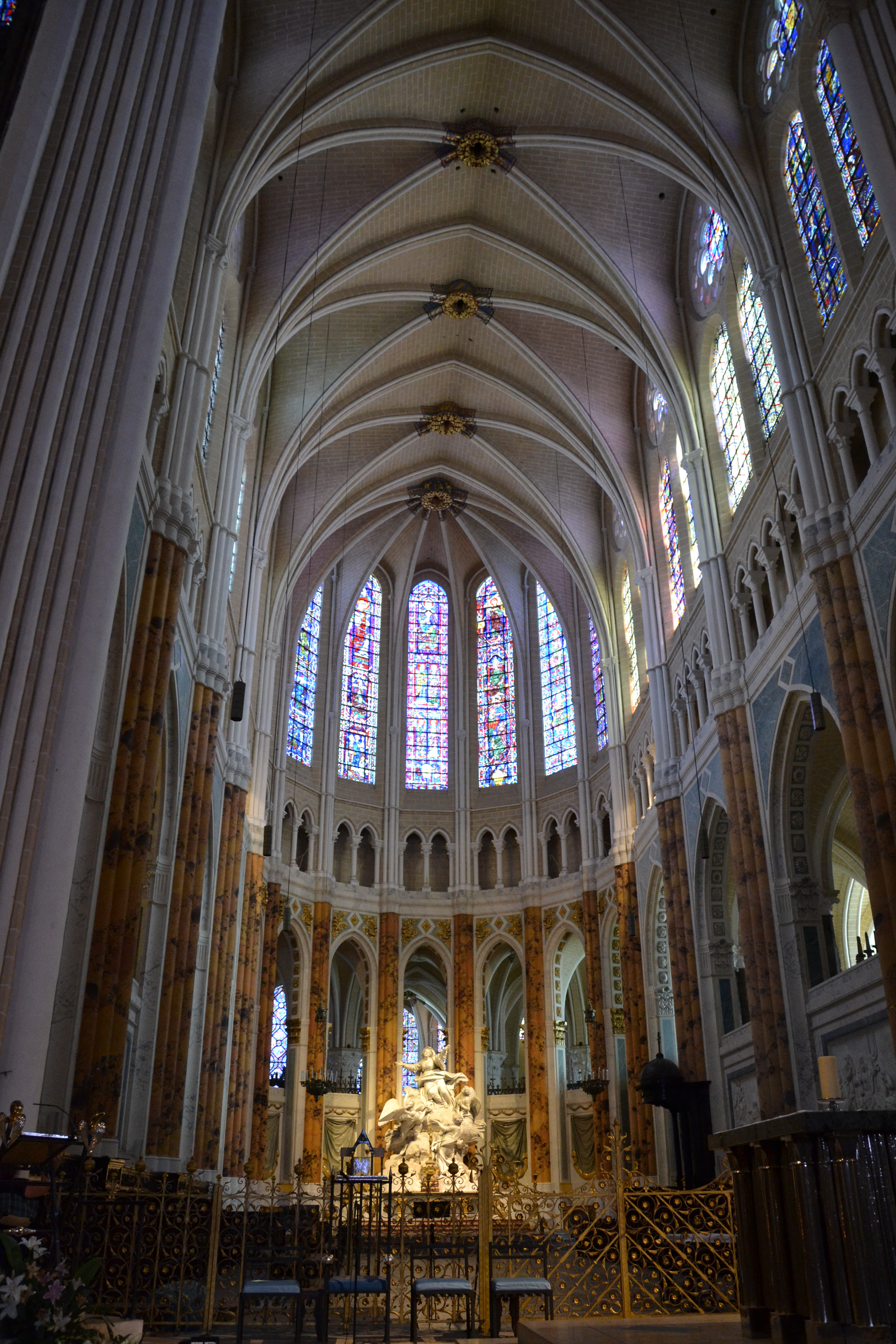
Interior.
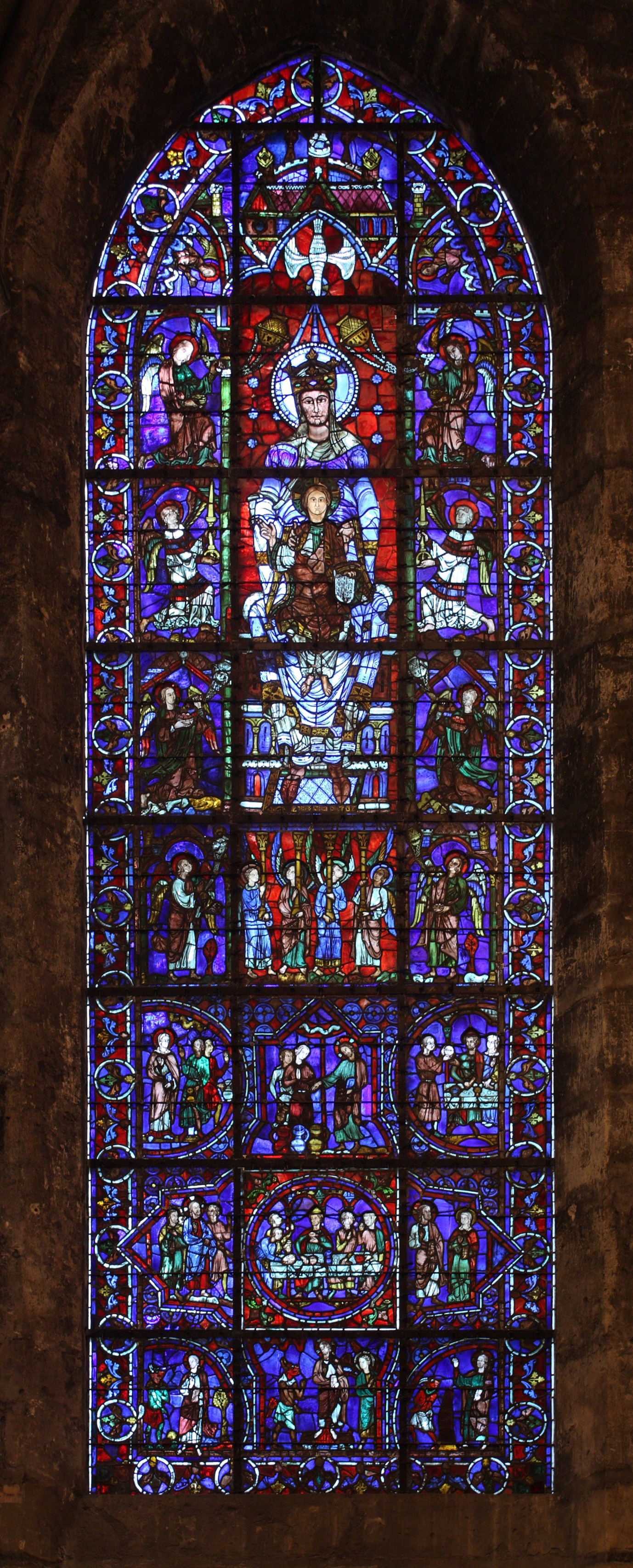
Vitraliu.
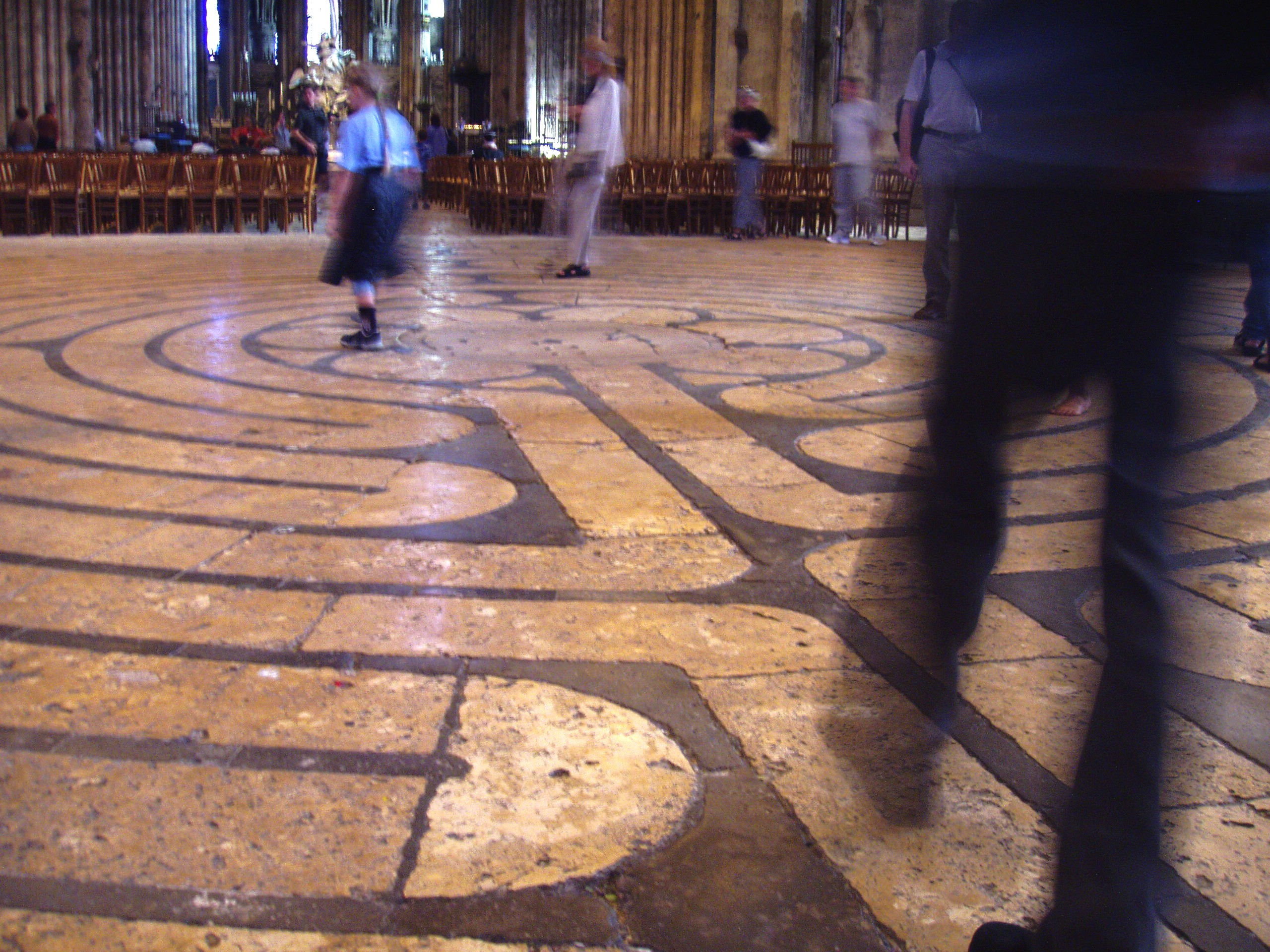
Labirintul.